# ISO 3166-2:LS
ISO 3166-2:LS is een ISO-standaard met betrekking tot de zogenaamde geocodes. Het is een subset van de ISO 3166-2 tabel, die specifiek betrekking heeft op Lesotho. 
De gegevens werden tot op 13 december 2011 geüpdatet op het ISO Online Browsing Platform (OBP). Hier worden 10 districten - district (en) / district (fr) / setereke (st) – gedefinieerd.
Volgens de eerste set, ISO 3166-1, staat LS voor Lesotho, het tweede gedeelte is een eenletterige code.

## Codes
| Code | Naam          |
| ---- | ------------- |
| LS-D | Berea         |
| LS-B | Butha-Buthe   |
| LS-C | Leribe        |
| LS-E | Mafeteng      |
| LS-A | Maseru        |
| LS-F | Mohale's Hoek |
| LS-J | Mokhotlong    |
| LS-H | Qacha's Nek   |
| LS-G | Quthing       |
| LS-K | Thaba-Tseka   |